# Selección de baloncesto de Indonesia

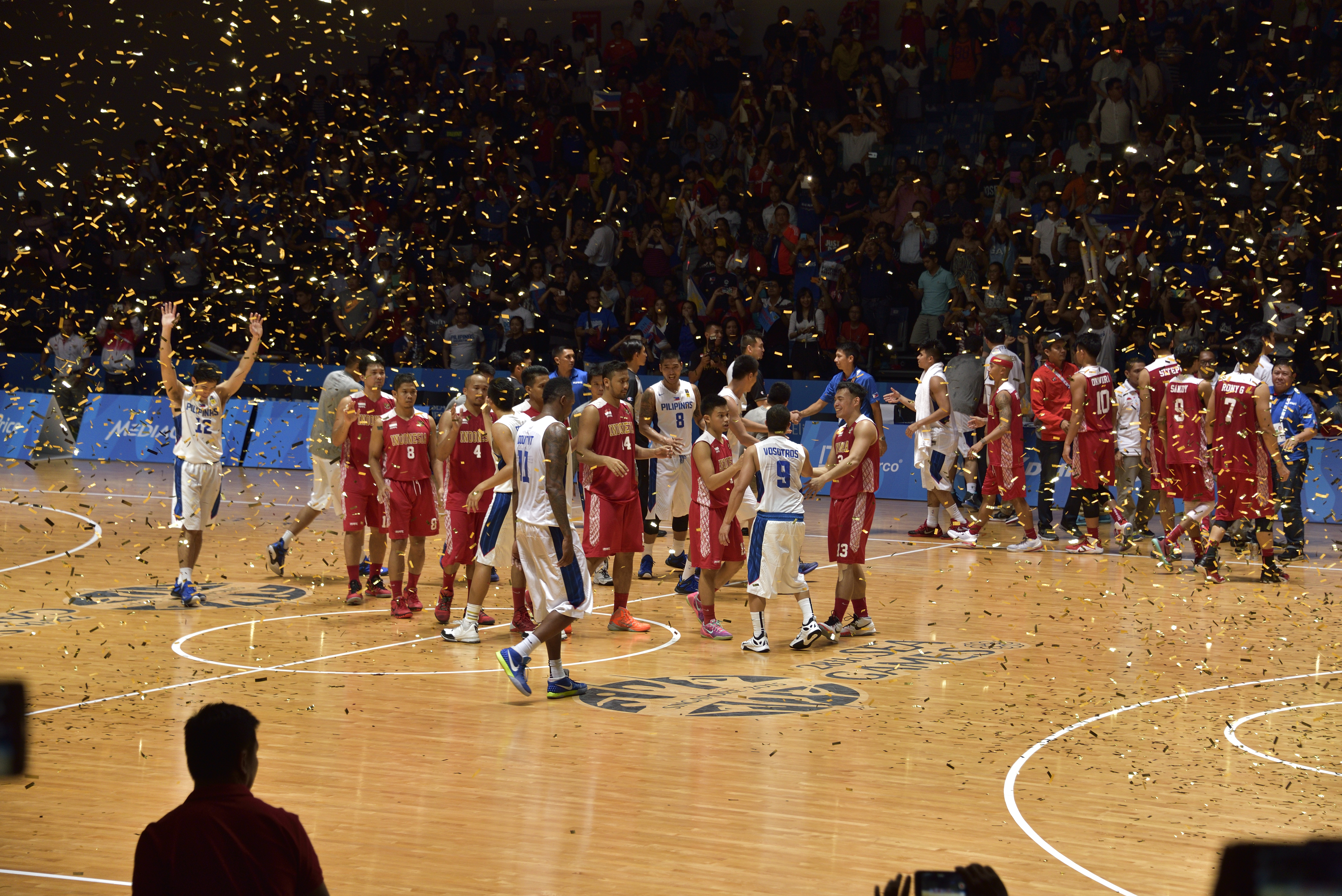
Partido por la medalla de oro en los Juegos del Sureste de Asia de 2015 entre Indonesia y Filipinas.

La selección de baloncesto de Indonesia es el equipo formado por jugadores de nacionalidad indonesia que representa a la Asociación Indonesia de Baloncesto en las competiciones internacionales organizadas por la Federación Internacional de Baloncesto (FIBA) o el Comité Olímpico Internacional (COI): los Juegos Olímpicos, la Copa Mundial de Baloncesto y el Campeonato FIBA Asia.

## Historia
Fue creada en el año 1954 y es una de las selecciones más viejas de Asia y una de las primeras en afiliarse a FIBA Asia.
Su mayor éxito fue la medalla de oro en el Campeonato del Sudeste Asiático de 1996. El equipo de Indonesia es uno de los más importantes del sudeste asiático. El equipo terminó entre los cuatro mejores equipos de Asia en el Campeonato Asiático de Baloncesto de 1967. En el Campeonato del Sudeste Asiático de 1996, Indonesia fue el país dominante y ganó la medalla de oro.
En los Juegos del Sudeste Asiático de 1997 en Yakarta, Indonesia no consiguió ninguna medalla. Luego, dos años más tarde, Indonesia ganó la medalla de bronce en los Juegos del Sudeste Asiático de Brunéi 1999.
Indonesia también participó en el Campeonato FIBA Asia 2009, que se celebró del 6 al 16 de agosto de 2009 en Tianjin, China. Pudieron clasificarse para dicho torneo al quedar segundos en el Campeonato del Sudeste Asiático 2009 celebrado del 6 al 9 de junio de 2009. En el Campeonato FIBA Asia, sólo los 3 primeros se clasificaron para el Campeonato Mundial de Baloncesto. Para estos eventos, el entrenador en jefe del equipo fue Rastafari Horongbala.
En el Campeonato FIBA Asia 2009, Indonesia terminó en el puesto 15, dejando atrás a Sri Lanka. En actuaciones individuales, Kelly Purwanto e Isman Thoyib terminaron entre los mejores del torneo. Purwanto terminó entre los diez primeros en robos por partido, Thoyib terminó entre los diez primeros en bloqueos por partido. El ícono del baloncesto indonesio Mario Wuysang no pudo representar a su país en ese evento debido a conflictos de programación (la Final Four de la IBL de Indonesia se programó aproximadamente al mismo tiempo que este Campeonato Asiático).
Indonesia fue coanfitrión de la Copa Mundial de Baloncesto FIBA 2023 junto con Filipinas y Japón, aunque su equipo nacional no terminó al menos entre los ocho primeros en la Copa Asia FIBA 2022 y no logró clasificarse.

## Historial

### Copa Mundial
Resultado General: No ocupa puesto
| Copa Mundial de Baloncesto |
| --- |
| - 1950: No calificó - 1954: No calificó - 1959: No calificó - 1963: No calificó - 1967: No calificó - 1970: No calificó - 1974: No calificó - 1978: No calificó - 1982: No calificó - 1986: No calificó - 1990: No calificó - 1994: No calificó - 1998: No calificó - 2002: No calificó - 2006: No calificó - 2010: No calificó - 2014: No calificó - 2019: No calificó - 2023: No calificó - 2027: TBD |

### Juegos Olímpicos
| Baloncesto en los Juegos Olímpicos |
| --- |
| - Berlín 1936: No calificó - Londres 1948: No calificó - Helsinki 1952: No calificó - Melbourne 1956: No calificó - Roma 1960: No calificó - Tokio 1964: No calificó - México 1968: No calificó - Múnich 1972: No calificó - Montreal 1976: No calificó - Moscú 1980: No calificó - Los Ángeles 1984: No calificó - Seúl 1988: No calificó - Barcelona 1992: No calificó - Atlanta 1996: No calificó - Sídney 2000: No calificó - Atenas 2004: No calificó - Pekín 2008: No calificó - Londres 2012: No calificó - Río 2016: No calificó - Tokio 2020: No calificó - París 2024: No calificó |

### Campeonato FIBA Asia
| Campeonato FIBA Asia | Campeonato FIBA Asia | Campeonato FIBA Asia | Campeonato FIBA Asia | Campeonato FIBA Asia | Campeonato FIBA Asia |
| -------------------- | -------------------- | -------------------- | -------------------- | -------------------- | -------------------- |
| - 1960: 6° Lugar     |                      | - 1983: 12° Lugar    |                      | - 2005: 14° Lugar    |                      |
| - 1963: No calificó  |                      | - 1985: 11° Lugar    |                      | - 2007: 12° Lugar    |                      |
| - 1965: No calificó  |                      | - 1987: 12° Lugar    |                      | - 2009: 15° Lugar    |                      |
| - 1967: 4° Lugar     |                      | - 1989: 14° Lugar    |                      | - 2011: 13° Lugar    |                      |
| - 1969: No calificó  |                      | - 1991: 14° Lugar    |                      | - 2013: No calificó  |                      |
| - 1971: No calificó  |                      | - 1993: 12° Lugar    |                      | - 2015: No calificó  |                      |
| - 1973: 8° Lugar     |                      | - 1995: 18° Lugar    |                      | - 2017: No calificó  |                      |
| - 1975: 10° Lugar    |                      | - 1997: 12° Lugar    |                      | - 2022: 11° Lugar    |                      |
| - 1977: 13° Lugar    |                      | - 1999: No calificó  |                      | - 2025: ?            |                      |
| - 1979: No calificó  |                      | - 2001: No calificó  |                      |                      |                      |
| - 1981: No calificó  |                      | - 2003: No calificó  |                      |                      |                      |

## Palmarés
- Campeonato del Sudeste Asiático:
  -   Campeón (1): 1996
  -  Subcampeón (5): 2005, 2007, 2009, 2011, 2017
  -  Tercer lugar (1): 1994

- Juegos del Sudeste Asiático:
  -   Campeón (1): 2021
  -  Subcampeón (4): 2001, 2007, 2015, 2017
  -  Tercer lugar (3): 1993, 1999, 2011

- Copa del Sudeste Asiático:
  -  Subcampeón (2): 2012, 2014

- Juegos Islámicos de la Solidaridad:
  -  Tercer lugar (1): 2013

### Videos
- Basketball Men's Malaysia vs Indonesia (Day 7) | 28th SEA Games Singapore 2015 Youtube.com video

- Datos: Q2629808
- Multimedia: Indonesia national basketball team / Q2629808